# Segundo bombardeo de Buenos Aires
El segundo bombardeo de Buenos Aires fue dispuesto por el gobierno realista de Montevideo y efectuado por una escuadra sutil comandada por el capitán de navío Juan Ángel de Michelena el 19 de agosto de 1811. 
Tuvo por objeto forzar a la Junta revolucionaria, que gobernaba el proceso iniciado el 25 de mayo de 1810 en aquella ciudad, al retiro de sus tropas de la Banda Oriental y a restar todo apoyo a las milicias rebeldes de la campaña, hasta que el Consejo de Regencia se pronunciara respecto a la cuestión de fondo, la representación de los intereses de Fernando VII en el Río de la Plata.
Estas condiciones habían sido propuestas y rechazadas en julio de ese año tras el bombardeo de la ciudad.
El ataque fue efectuado aun cuando en ese momento se efectuaban negociaciones en Montevideo a requerimiento del mismo Elío.

## Antecedentes

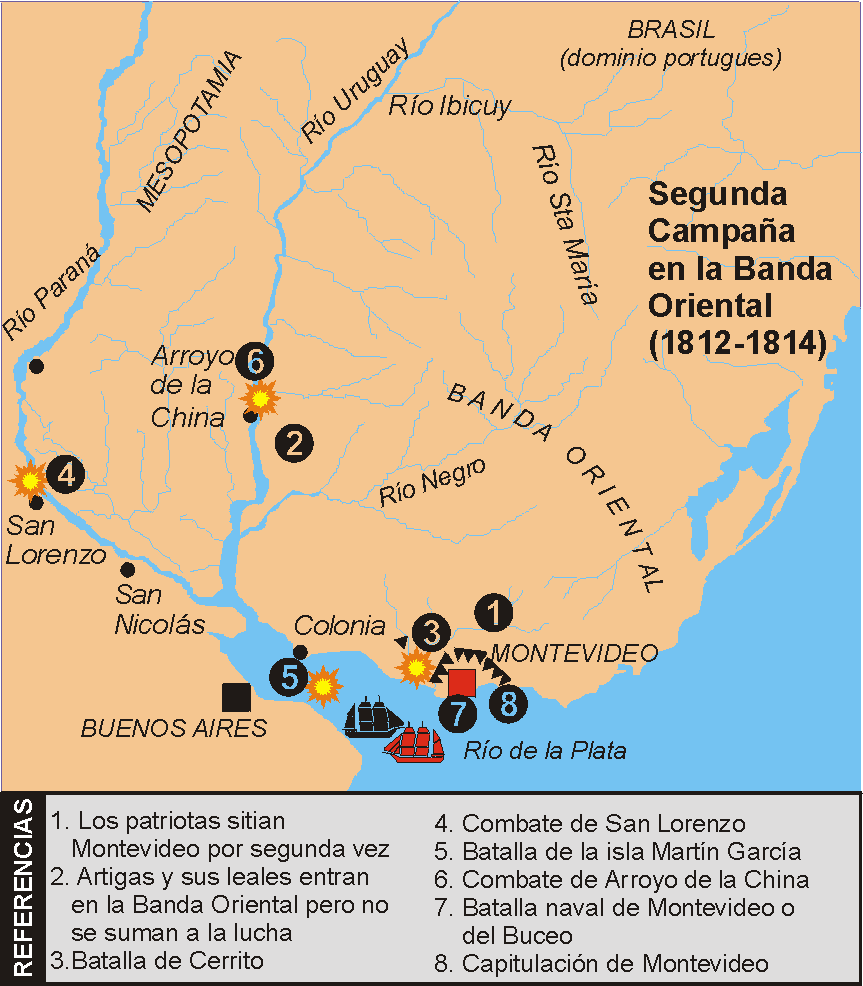

Desde el 25 de mayo de 1810, en que un movimiento revolucionario depuso al virrey Baltasar Hidalgo de Cisneros y formó gobierno en Buenos Aires, la Primera Junta, Montevideo, que dependía formalmente de aquella ciudad, resolvió no adherirse al pronunciamiento y reconocer en cambio al Consejo de Regencia de España e Indias establecido en Cádiz.
Tras el Grito de Asencio, se sublevó la campaña de la Banda Oriental y la ciudad de Montevideo fue sitiada por tierra por las milicias comandadas por José Gervasio Artigas y las tropas de Buenos Aires, al mando de José Rondeau.
No obstante el bloqueo era incompleto, por cuanto que la escuadra realista mantenía el control del Río de la Plata y los ríos Uruguay y Paraná. La primera escuadrilla patriota fue destruida el 2 de marzo de 1811 por la de Montevideo, al mando de Jacinto de Romarate, mientras cumplía su primera misión en el combate naval de San Nicolás.
Así, Montevideo estuvo en condiciones de impedir la caída de la plaza y bloquear a su vez por mar al puerto de Buenos Aires, mientras efectuaba incursiones en los ríos interiores para hostigar a las poblaciones ribereñas, crear o acentuar disensiones y asegurar el abastecimiento mínimo de la ciudad.
Francisco Javier Elío, al regresar de España convertido en Virrey, persiguió la estrategia de retrotraer la situación en el Plata a la existente a mediados de 1810: Buenos Aires se retiraría de la Banda Oriental y negaría todo apoyo a los insurgentes; a cambio Montevideo levantaría su bloqueo naval, a la espera de la resolución del Consejo de Regencia.

## El primer bombardeo

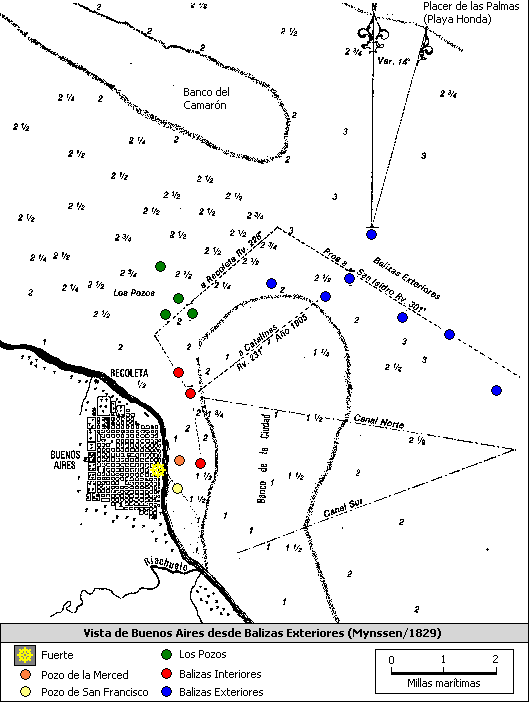
Puerto de Buenos Aires.

En julio de 1811 envió una fuerza naval de cinco naves ligeras, dos bombarderas y una lancha al mando del capitán de fragata Juan Ángel Michelena con órdenes de bombardear la ciudad sin previo aviso y tras hacerlo, "presentar el convenio, no para discutir, sino para aceptar".
El 15 de julio Michelena se presentó en balizas exteriores del puerto de Buenos Aires y tras tomar posiciones en balizas interiores, entre las 21 y 22:00 horas se inició el bombardeo que duró hasta la una de la mañana del 16,  sostenido principalmente por el bergantín Belén.
Solo respondió el fuego el único barco disponible, una lancha cañonera armada con un cañón de a 18, desde el 1° de junio al mando de Hipólito Bouchard, hasta que salió de servicio por la rotura del eje de cureña. 
El daño que experimentó la ciudad no fue de consideración en sus edificios y sólo dos personas fueron heridas por las bombas.
En la mañana del 16 Michelena envió la intimación: retiro de tropas y levantamiento de los bloqueos, amnistía, libre posesión y disponibilidad de bienes, libre circulación de Montevideo a Buenos Aires (no a la inversa), tras su regreso disponer la desmovilización de las tropas destacadas en la Banda Oriental, statu quo que se mantendría hasta que cayera España, fuera restaurado Fernando VII o se pronunciara formalmente el Consejo de Regencia.

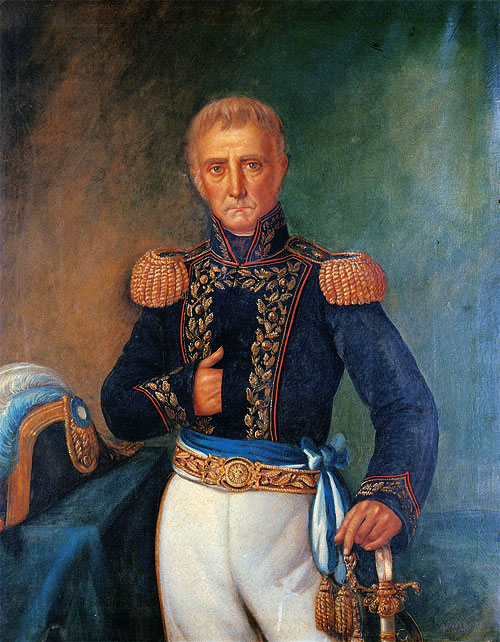
Cornelio Saavedra.

Las formas del oficio, la imposibilidad de plantear discusión alguna a sus términos y el bombardeo sin aviso previo impedían aceptar la intimación, lo que aunque hubiera estado en el ánimo de parte del gobierno (pocos meses después, en octubre, se acordó un armisticio sobre bases similares), hubiera sido violentamente rechazado por la población, la que no sólo no había sido intimidada sino que había reaccionado con desprecio y furia por la decisión de atacar con artillería a una ciudad abierta, desprovista de obras defensivas y sin intimación o negociación alguna.
Tras la respuesta negativa de la Junta, Michelena de acuerdo a sus órdenes ordenó retomar las posiciones, lo que se verificó para el anochecer del 16. No obstante aprovechando la noche, contra lo que especificaban sus órdenes, la flota realista se retiró a su base en la Isla Martín García.

## Segundo bombardeo de Buenos Aires
Mientras la indignación popular impulsó a formar rápidamente un fondo para armar la mínima fuerza que recibiera el esperado regreso de Michelena, Elío invitó inmediatamente a la Junta a entablar negociaciones en territorio neutral, para lo que se proponía utilizar un navío británico frente a Montevideo, lo que fue aceptado por el gobierno revolucionario y el 12 de agosto se envió a Montevideo una misión diplomática compuesta por el Deán Gregorio Funes, el Dr.José Julián Pérez y el Dr. Juan José Paso.
No obstante ese mismo día se presentó en balizas la escuadra de Michelena para nuevamente bombardear la ciudad, lo que suspendió a instancias del comandante británico y en razón de las tratativas iniciadas.
El 15 de agosto, aún en curso las negociaciones Elío envío a Michelena un oficio ordenándole que "continúe operando hostilmente sobre Buenos Aires, advirtiéndolo antes a la Junta por medio de un parlamento, sin que deba suspenderlas porque se halla pendiente la comisión de sus diputados, a menos que no se conforme con las proposiciones de la intimación que hice en 15 del próximo pasado [15 de julio]".
El día 18 Michelena recibió sus órdenes, las que transmitió por parlamento  directamente a la Junta. Esta, desde su sede en la Real Fortaleza, respondió que estando pendientes aún las negociaciones, la exigencia de aceptar las condiciones del 15 de julio era no solo indigna sino injusta e irracional y no dejaba otra opción que ratificar la respuesta dada el 16 de aquel mes.
En la madrugada del 19 de agosto, a las 00:45, la escuadrilla española inició una lenta aproximación. A las 7 de la mañana se ubicó en línea de combate pero con tan exagerada prudencia que recién seis horas después inició un fuego sostenido, siempre sin traspasar el banco frente a balizas, por lo que dada la distancia era por completo inútil.
Desde los cuatro pequeños lanchones que al mando de Bouchard protegían las balizas exteriores "como por burla y menosprecio...se les contestó a los tiros suyos con tiros de pistolas.".
Finalmente, los lanchones abrieron fuego con su único cañón y respondieron esporádicamente para conservar munición y demostrar capacidad de fuego. El único avance realista fue el de uno de los faluchos que apoyado por una cañonera se desprendió de la línea, se aproximó algo y luego de intercambiar disparos retorno a su posición inicial.
A las 17:30 los realistas se retiraron río adentro. Los únicos heridos entre los patriotas fueron tres hombres y a causa de un cañón que mal ajustado los hirió en su retroceso.
El cronista afirmaba: 

"Todas esta horas que hubo de tiroteo fue diversión para el vecindario, que lo más de él estuvieron sobre la barranca pasando el tiempo en reírse de los enemigos, que tan sólo de lejos hacían ruido y no se aproximaban de temor, sin poner en ejecución el bombardeo amenazado"
Beruti, Juan Manuel, Memorias Curiosas.

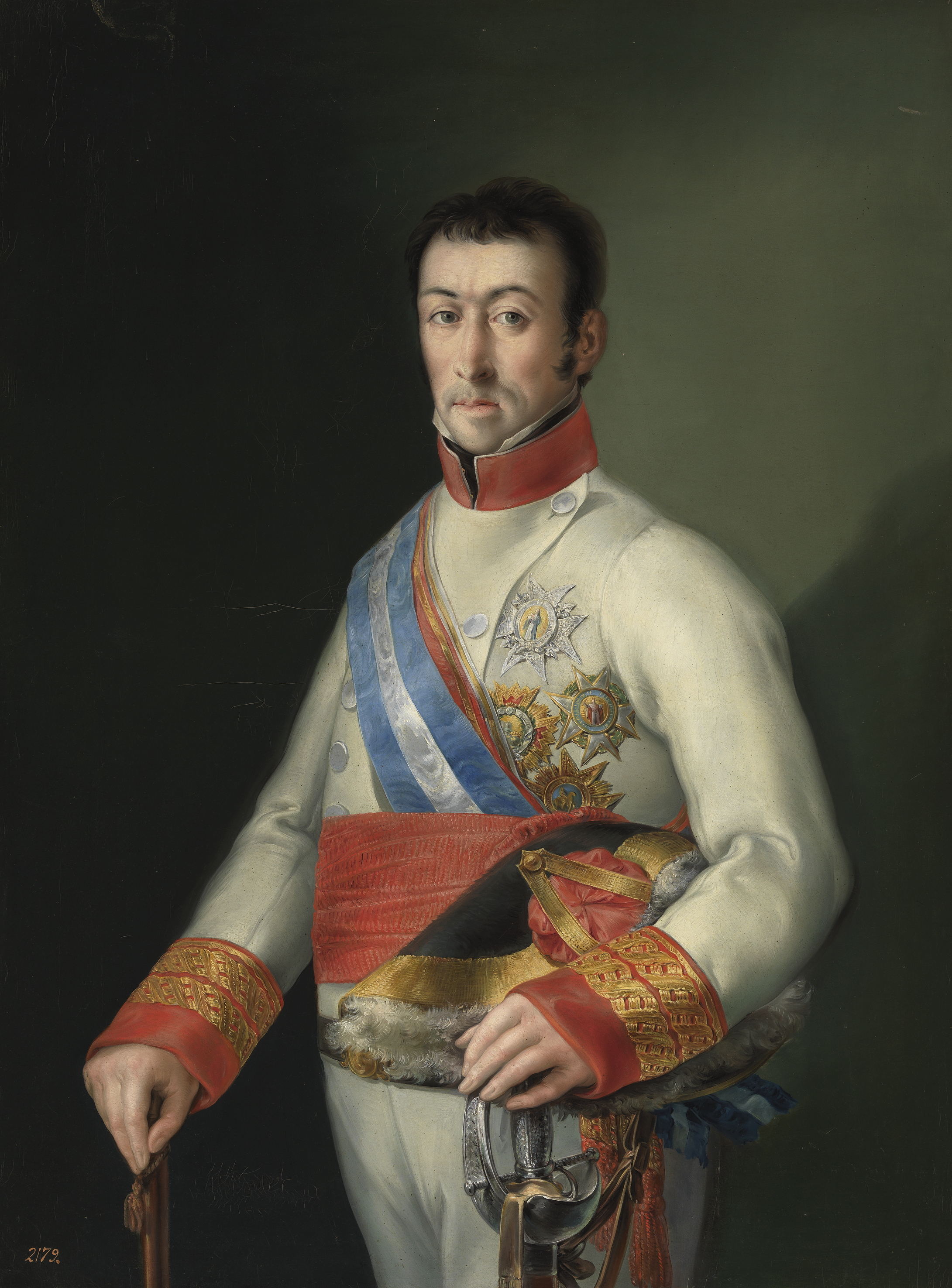
General Francisco Javier de Elío. Atribuido a Miguel Parra. (Museo del Prado).

Otro testigo, el escocés Juan Parish Robertson, relataba: 

"las negras lavanderas de la playa se burlaban a gritos, golpeándose la boca con las manos y haciendo toda clase de ademanes, tan extravagantes como ridículos".
Robertson, John Parish, Letters on South America, Letter XXXIII, página 160.

En la Gazeta, el Dr. Pedro José Agrelo escribía:

"Aún se hallaba a la una del día a una distancia considerable fuera del tiro de nuestros buques, y ya principió un cañoneo desesperado contra el río, donde inmensidad de gentes estaban siendo espectadores de su ridículo combate. Nuestros marineros en los palos les contestaban con tiros de pistola con pólvora, acompañando una griteria que cubría de vergüenza a cuantos españoles sensatos presenciaban aquella escena, la más humillante que habrá tenido la marina española en todas las repetidas veces, que su cobardía le ha acarreado la pifia hasta de las mujeres. El bergantín Belén y demás buques grandes, donde probablemente vendrían los delicados oficiales de marina, se colocaron a una distancia en que no pudiesen alcanzarles nuestros fuegos, pero ni ofender ellos a nuestros buques. Sólo un falucho y una cañonera se aproximaron algo más, como para explorar el calibre de nuestra artillería, y si podría la suya ofender sin que les alcanzasen. Mas luego que recibieron uno o dos balazos, por lo que se observó, se retiraron a acompañar y seguir el fuego de la capitana contra los surubíes y pejerreyes del río."

Y cerraba con similar ironía: "Es una verdad innegable que el fuego fue incesante y sostenido por cinco horas consecutivas contra estos pacíficos animales".

## Consecuencias

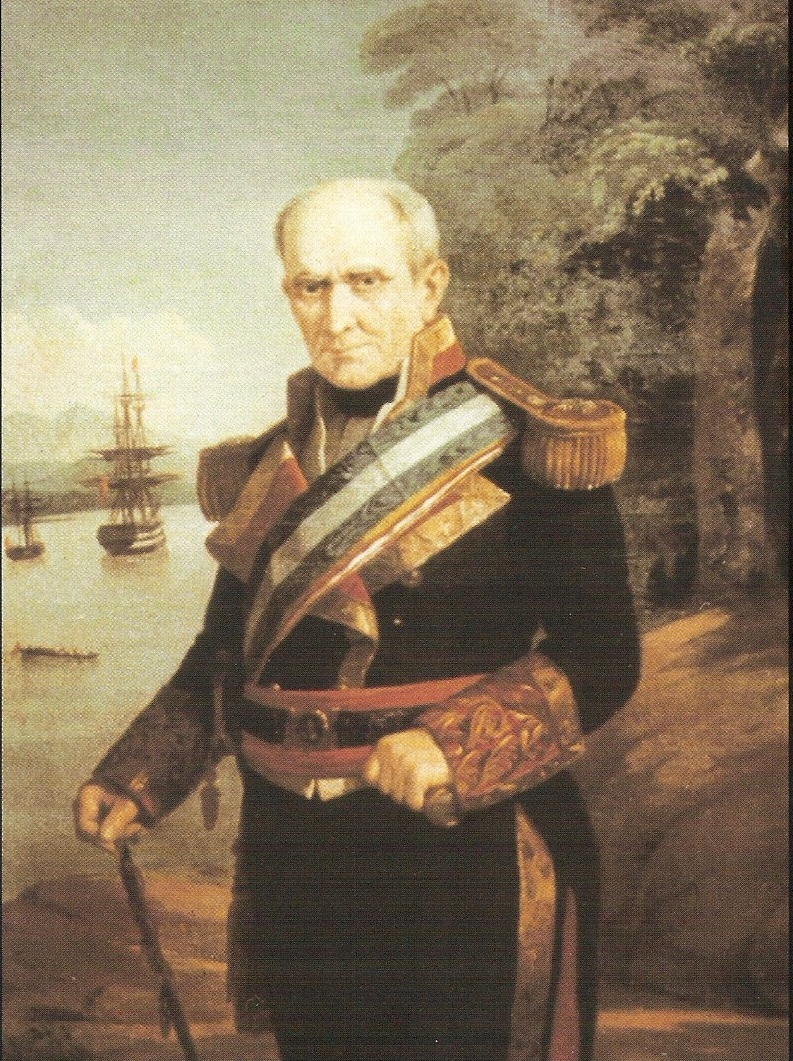
José Primo de Rivera.

Tras quebrarse de hecho el armisticio pactado en octubre de 1811 por Elío, su reemplazante Gaspar de Vigodet (quien se había hecho cargo del poder en noviembre con el cargo de Gobernador de Montevideo) dio órdenes al capitán de fragata José Primo de Rivera y Ortiz de Pinedo para reiniciar las hostilidades sobre Buenos Aires. 
El 4 de marzo de 1812 la escuadra bombardeó por cincuenta minutos el muelle así como el queche Hiena y una cañonera patriota. Como en las anteriores ocasiones el entusiasmo del vecindario fue evidente y las consecuencias materiales para la ciudad atacada irrelevantes.
Sería el último. Los bombardeos se habían revelado en todo aspecto como un auténtico fracaso. Tanto el primero, destinado a atemorizar a la población para que forzara a su gobierno a someterse a las condiciones de Elío, como los restantes que se focalizaban también en aniquilar las escasas fuerzas navales patriotas que aunque exiguas resultaban una molestia para la escuadra  bloqueadora no lograron sus objetivos e incluso fueron contraproducentes: los daños fueron mínimos, se fortaleció el patriotismo de los ciudadanos y los realistas se mostraron faltando a las normas de guerra cuando menos en el primer ataque, al bombardear sin aviso una ciudad indefensa.
Careciendo de recursos y sin posibilidades de requerirlos con suceso a la metrópoli invadida, Vigodet debió solicitarlos en marzo al Virrey del Perú, José Fernando de Abascal y Sousa. Las autoridades realistas optaron entonces por concentrar sus esfuerzos en incursiones de hostigamiento y aprovisionamiento recorriendo las riberas de los ríos interiores.
Por el contrario, el gobierno de Buenos Aires se consolidó lo suficiente para que ya el 20 de mayo estuviera en condiciones de adquirir suficiente armamento para, aprovechando el armisticio acordado el 24 de ese mes con el enviado plenipotenciario de la corte portuguesa Juan Rademaker que estipuló el retiro efectivo de las fuerzas de ocupación de la Banda Oriental, reiniciar el avance de las fuerzas revolucionarias y emprender el segundo sitio de Montevideo.